# Mariana Norton
Mariana Norton de Matos, mais conhecida como Mariana Norton (Lisboa, 28 de abril de 1980), é uma cantora e atriz portuguesa.

## Família
Filha dos escritores José Pedreira de Castro Norton de Matos (Lisboa, 21 de Novembro de 1944) e  (Cristina Norton), Maria Cristina Kaç Labbé, natural da Argentina.

## Biografia
Em 1997/8 ingressou na Escola de Jazz do Hot Club de Lisboa. A sua estreia em televisão aconteceu na série "Super Pai" (2000). Também participou em "Bastidores", "Olhos de Água" e "Nunca Digas Adeus" (2001).
Em 2001 fez parte dos coros do grupo Toranja aquando da participação na compilação "Optimus 2001". Em 2002 gravou a canção "Há Procura" para a compilação "PT Project".
Em 2003 foi a cantora dos Nivea que foram finalistas do concurso de "Novos Talentos Electrónicos" da Rádio Oxigénio. Também nesse ano frequentou o curso de Musical Theatre na American Musical and Dramatic Academy de Nova Iorque onde tirou o curso de música, teatro e dança.
Em 2004 ingressou na Escola Superior de Teatro e Cinema, no curso de Formação de Actores e em 2008 na Escola Superior de Música de Lisboa, no curso de Jazz. Colabora no disco "E.sensi.a" de Sensi editado em 2008.
Foi uma das cantoras residentes do programa "Festival RTP - A Melhor Canção de Sempre". Participou entretanto como atriz nas novelas Vila Faia e Perfeito Coração (onde cantava duas músicas da banda sonora) e na série Liberdade 21.
Colabora com vários projetos musicais, entre os quais o André Carvalho 5tet e a Tora Tora Big Band.
Na novela "Dancin' Days", de 2012, fez o papel de Madalena, uma ex-presidiária. Nesse ano casou com Bruno Santos que é guitarrista. Interpreta o tema principal do filme "Assim Assim" de Sérgio Graciano com música de Sérgio Graciano e André Joaquim e  letra de Patrícia Sequeira.
Em 2013 entra para a série "Bem-Vindos a Beirais" da RTP onde desempenhou o papel de Patrícia Moreira, professora primária e depois Presidente da Junta de Freguesia da terra.
Em Julho de 2013 lançou o seu primeiro disco em nome próprio. "10 Sides To My Story" que inclui 10 canções da sua autoria à excepção de um poema da sua mãe, a escritora Cristina Norton. O disco conta com a colaboração do seu amigo de longa data Tiago Bettencourt.
Com Rogério Charraz e outros músicos colabora na gravação do hino da Casa dos Rapazes. Junta-se à Big Band da Nazaré e aos amigos Lúcia Moniz, Heitor Lourenço e Mariana Pacheco para atuações ao vivo no Hot Club, no festival Valado de Frades e outros locais.

## Discografia
- 10 Sides To My Story (2013)

Compilações
- 2002 - "PT Project" - "Há Procura"
- 2009 - "Festival RTP - A Melhor Canção de Sempre" - "Silêncio E Tanta Gente" / "Lusitânia Paixão"
- 2010 - "Perfeito Coração" - "Coração" / "Cada Dia"

Outros Projetos / Colaborações
- Toranja
- Sensi - "E.sensi.a" (2008) - "Hora De Sair" / "Sítio Estranho"
- André Carvalho 5tet - "Hajime" (2011) - "Postkarte""
- Bruno Santos Ensemble
- Tora Tora Big Band - "Salteado" (2012) - "Odd Dogg"
- Orquestra de Jazz do Hot Clube / Big Band da Nazaré / Balla
- música do filme "Assim Assim" de Sérgio Graciano
- Tributo a Nina Simone TMN ao Vivo - com Selma Uamusse

## Televisão
| Ano         | Projeto              | Papel               | Notas                 | Canal |
| ----------- | -------------------- | ------------------- | --------------------- | ----- |
| 2000 - 2001 | Super Pai            | Rita                | Elenco Principal      | TVI   |
| 2001        | Bastidores           | Rapariga no casting | Elenco Adicional      | RTP1  |
| 2001        | Olhos de Água        | Empregada da loja   | Elenco Adicional      | TVI   |
| 2001        | Nunca Digas Adeus    | Marta               | Elenco Principal      | TVI   |
| 2002        | Bons Vizinhos        | Sandra              | Elenco Principal      | TVI   |
| 2003        | Amanhecer            | Sara                | Participação Especial | TVI   |
| 2008 - 2009 | Vila Faia            | Mariana Marques     | Elenco Principal      | RTP1  |
| 2009 - 2010 | Perfeito Coração     | Joana Pimentel      | Elenco Principal      | SIC   |
| 2010        | Cidade Despida       | Luísa               | Elenco Adicional      | RTP1  |
| 2012        | Liberdade 21         | Isabel Ferraz       | Elenco Principal      | RTP1  |
| 2012        | Maternidade          | Ema                 | Elenco Adicional      | RTP1  |
| 2012 - 2013 | Dancin' Days         | Madalena de Jesus   | Elenco Principal      | SIC   |
| 2013 - 2016 | Bem-Vindos a Beirais | Patrícia            | Elenco Principal      | RTP1  |
| 2016 - 2017 | Amor Maior           | Alice Oliveira      | Elenco Principal      | SIC   |
| 2018        | Vidas Opostas        | Andreia             | Participação Especial | SIC   |
| 2019        | A Teia               | Rute                | Elenco Adicional      | TVI   |
| 2022        | A Série              | Mariana Norton      | Participação Especial | RTP2  |

## Cinema
| Ano  | Filme                 | Personagem       |
| ---- | --------------------- | ---------------- |
| 2004 | Um Brinde Com Martini | Julie            |
| 2012 | Celeste               | Marina           |
| 2017 | Êxodo                 | Éster            |
| 2019 | A Batida              | Sra. Dawkins     |
| 2021 | Maluda                | Amália Rodrigues |
| 2022 | Educação Física       | No Restaurante   |